# Jamaicas kvindefodboldlandshold
Jamaicas kvindefodboldlandshold er det nationale kvindefodboldlandshold i Jamaica som reguleres af Jamaicas fodboldforbund. Kvindefodboldlandsholdet bærer kældenavnet 'Reggae Girlz'. Holdet er et af det bedste kvindefodboldlandshold i den caribiske region sammen med Trinidad og Tobago og Haiti. De har deltaget i CONCACAF Women's Gold Cup syv gange, mens deres bedste resultat er en 3.-plads i 2018 og 2022. Jamaica debuterede i 1991 i mesterskabs-sammenhæng, da de spillede i CONCACAF-mesterskabet. Jamaica tabte to af kampene med et mål, og den sidste, mod Canada. Jamaica deltog ikke i mesterskabet i 1993, men i 1994 kom Jamaica på en sidste plads, efter at have mødt meget vanskelige modstandere som USA, Canada og Mexico. Et tab på et mål mod Trinidad og Tobago beseglede sidstepladsen.
Jamaica var ikke med i de to næste mesterskaber, men i 2002 kvalificerede Jamaica sig igen ved at vinde over Haiti. Imidlertid kom Haiti tilbage igen i gruppespilet og slog Jamaica, som også tabte mod det to hold, Costa Rica og Canada. I det næste mesterskab i 2006, kom Jamaica til semifinalen, blandt andet ved at slå Panama og Haiti. Jamaica tabte imidlertid i semifinalen, omend med kun 0-4, og senere i bronzefinalen mod Mexico med 0-3. I deres første Panamerikanske slutspil kom Jamaica på en tredjeplads i deres gruppe, efter et nederlag til Brasilien og et meget stort tab, på 1-11 mod Canada.
Kvindefodboldlandsholdet blev i midlertidigt nedlagt i 2010 grundet dårlig økonomi i det jamaicanske forbund, og holdet deltog hermed ikke i kvalificeringen til VM 2011. Holdet stillede heller ikke op til kvalificeringen til OL 2012. I 2014 genoprettede man landsholdet med ambioterne om at kvalificerer sig til VM i Canada 2015.
I 2019 kvalificerede holdet sig for første gang til en VM-slutrunde, da man overraskede og vandt bronze ved CONCACAF Women's Championship i 2018. Ved VM i Frankrig 2019 tabte man alle kampe og avancerede dermed ikke. Havana Solaun stod noteret for landsholdets første og eneste VM-scoring. Holdet kvalificerede sig igen i 2023 i Australien/New Zealand, hvor man lavede en af VM's største overraskelser ved at vinde over Panama og spille uafgjort mod storholdene Frankrig og Brasilien. Dette sikrede et historisk avancement til VM-ottendedelsfinalerne.

## Resultater

### VM
| Verdensmesterskaberne | Verdensmesterskaberne  | Verdensmesterskaberne  | Verdensmesterskaberne  | Verdensmesterskaberne  | Verdensmesterskaberne  | Verdensmesterskaberne  | Verdensmesterskaberne  | Verdensmesterskaberne  |
| År                    | Resultat               | K                      | V                      | U                      | T                      | M+                     | M-                     | +/-                    |
| --------------------- | ---------------------- | ---------------------- | ---------------------- | ---------------------- | ---------------------- | ---------------------- | ---------------------- | ---------------------- |
| 1991                  | Kvalificerede sig ikke | Kvalificerede sig ikke | Kvalificerede sig ikke | Kvalificerede sig ikke | Kvalificerede sig ikke | Kvalificerede sig ikke | Kvalificerede sig ikke | Kvalificerede sig ikke |
| 1995                  | Kvalificerede sig ikke | Kvalificerede sig ikke | Kvalificerede sig ikke | Kvalificerede sig ikke | Kvalificerede sig ikke | Kvalificerede sig ikke | Kvalificerede sig ikke | Kvalificerede sig ikke |
| 1999                  | Kvalificerede sig ikke | Kvalificerede sig ikke | Kvalificerede sig ikke | Kvalificerede sig ikke | Kvalificerede sig ikke | Kvalificerede sig ikke | Kvalificerede sig ikke | Kvalificerede sig ikke |
| 2003                  | Kvalificerede sig ikke | Kvalificerede sig ikke | Kvalificerede sig ikke | Kvalificerede sig ikke | Kvalificerede sig ikke | Kvalificerede sig ikke | Kvalificerede sig ikke | Kvalificerede sig ikke |
| 2007                  | Kvalificerede sig ikke | Kvalificerede sig ikke | Kvalificerede sig ikke | Kvalificerede sig ikke | Kvalificerede sig ikke | Kvalificerede sig ikke | Kvalificerede sig ikke | Kvalificerede sig ikke |
| 2011                  | Kvalificerede sig ikke | Kvalificerede sig ikke | Kvalificerede sig ikke | Kvalificerede sig ikke | Kvalificerede sig ikke | Kvalificerede sig ikke | Kvalificerede sig ikke | Kvalificerede sig ikke |
| 2015                  | Kvalificerede sig ikke | Kvalificerede sig ikke | Kvalificerede sig ikke | Kvalificerede sig ikke | Kvalificerede sig ikke | Kvalificerede sig ikke | Kvalificerede sig ikke | Kvalificerede sig ikke |
| 2019                  | Gruppespillet          | 3                      | 0                      | 0                      | 3                      | 1                      | 12                     | −11                    |
| 2023                  | Igangværende           | 3                      | 1                      | 2                      | 0                      | 1                      | 0                      | +1                     |
| Total                 | Group stage            | 6                      | 1                      | 2                      | 3                      | 2                      | 12                     | −10                    |

*Omfatter kampe vundet på straffespark.

### CONCACAS
| Women's Gold Cup | Women's Gold Cup       | Women's Gold Cup | Women's Gold Cup | Women's Gold Cup | Women's Gold Cup | Women's Gold Cup | Women's Gold Cup | Women's Gold Cup | Women's Gold Cup |
| År               | Resultat               | GP               | W                | D*               | L                | GF               | GA               | GD               |                  |
| ---------------- | ---------------------- | ---------------- | ---------------- | ---------------- | ---------------- | ---------------- | ---------------- | ---------------- | ---------------- |
| 1991             | Gruppespillet          | 3                | 0                | 0                | 3                | 1                | 12               | -11              |                  |
| 1993             | Deltog ikke            | -                | -                | -                | -                | -                | -                | -                |                  |
| 1994             | Femteplads             | 3                | 0                | 0                | 3                | 2                | 22               | -20              |                  |
| 1998             | Deltog ikke            | -                | -                | -                | -                | -                | -                | -                |                  |
| 2000             | Deltog ikke            | -                | -                | -                | -                | -                | -                | -                |                  |
| 2002             | Gruppespillet          | 3                | 0                | 0                | 3                | 1                | 13               | -12              |                  |
| 2006             | Fjerdeplads            | 3                | 1                | 0                | 2                | 2                | 7                | -5               |                  |
| 2010             | Kvalificerede sig ikke | -                | -                | -                | -                | -                | -                | -                |                  |
| 2014             | Grupperunde            | 3                | 1                | 0                | 2                | 8                | 5                | +3               |                  |
| 2018             | Bronze                 | 5                | 2                | 1                | 2                | 12               | 10               | +2               |                  |
| 2022             | Bronze                 | 5                | 3                | 0                | 2                | 6                | 8                | –2               |                  |
| Total            | 7/11                   | 26               | 7                | 1                | 18               | 32               | 77               | −45              |                  |

*Omfatter kampe vundet på straffespark.

## Spillere
Følgende spillere blev udtaget til den endelige trup til VM i fodbold 2023 i Australien/New Zealand.
Landstræner: Lorne Donaldson